# شلنك
شلنك هي قرية في مقاطعة كرج، إيران. يقدر عدد سكانها بـ 82 نسمة بحسب إحصاء 2016.